# Comuna Voronkî, Volodîmîreț
Voronkî (în ucraineană Воронки) este o comună în raionul Volodîmîreț, regiunea Rivne, Ucraina, formată din satele Luko și Voronkî (reședința).

## Demografie
Componența lingvistică a comunei Voronkî
     Ucraineană (99,59%)
     Alte limbi (0,36%)
Conform recensământului din 2001, majoritatea populației comunei Voronkî era vorbitoare de ucraineană (99,59%), existând în minoritate și vorbitori de alte limbi.